# 克利米夫卡 (北顿涅茨克区)
49°15′26″N 38°25′57″E / 49.25722°N 38.43250°E
克利米夫卡（烏克蘭語：Климівка）是位於烏克蘭東部的村莊，由盧甘斯克州北頓涅茨克區的魯比日內市鎮負責管轄。該村始建於1861年，面積1.29平方公里，海拔高度93米，2001年人口442，人口密度每平方公里342.6人。